# Nový Přerov
Nový Přerov (en allemand : Neuprerau) est une commune du district de Břeclav, dans la région de Moravie-du-Sud, en République tchèque. Sa population s'élevait à 324 habitants en 2020.

## Géographie
Nový Přerov se trouve à 11 km à l'ouest de Mikulov, à 30 km à l'ouest-nord-ouest de Břeclav, à 44 km au sud de Brno et à 205 km au sud-est de Prague.
La commune est limitée par Novosedly au nord, par Dobré Pole à l'est, par l'Autriche au sud, par Hrušovany nad Jevišovkou à l'ouest et par Jevišovka au nord-ouest.

## Histoire
La première mention écrite de la localité date de 1350.